# LANTIRN

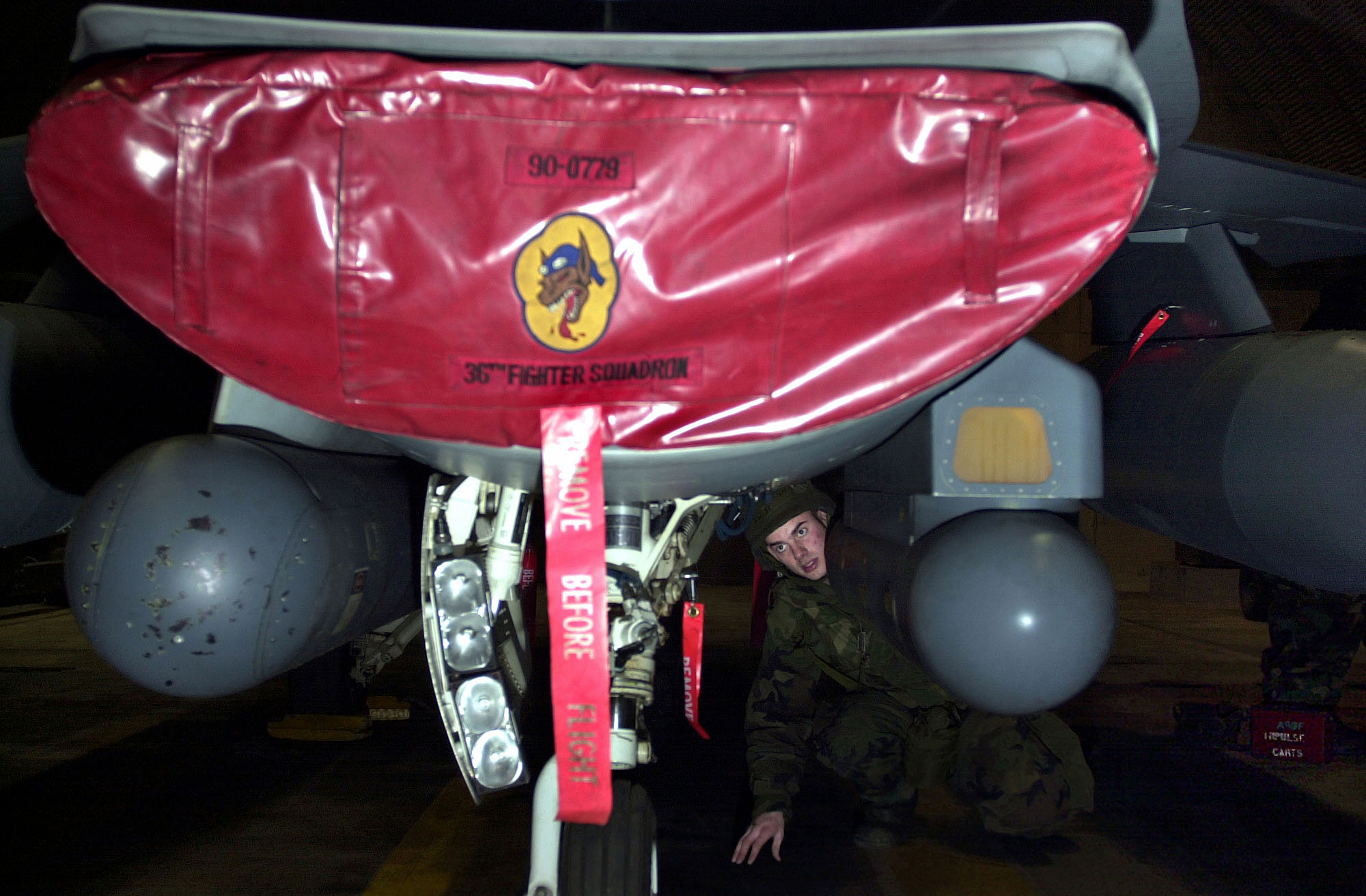
F-16のエアインテークの下部に取り付けられたLANTIRN。
機体の左側(向かって右側)がAN/AAQ-13航法ポッド、右側がAN/AAQ-14照準ポッド。

LANTIRN（ランターン, 英語: Low Altitude Navigation and Targeting Infrared for Night）は、マーティン・マリエッタ（現ロッキード・マーティン）が、開発した航空機搭載用の夜間低高度赤外線航法および目標指示システムの名称である。

## 概要
このシステムは、AN/AAQ-13航法ポッドとAN/AAQ-14照準ポッドの一対の機材で構成されているが、湾岸戦争当時のF-16のように航法ポッドのみ搭載やF-14のようにAN/AAQ-14や発展型のAN/AAQ-25等照準ポッドのみの搭載による運用も可能である。1990年代中盤にはA-10やB-1Bによる運用も検討されていたが、このときのは予算の問題で放棄されている。
現在アメリカ空軍に配備されている物はAN/AAQ-13航法ポッドのみで、照準ポッドについては後継機材であるAN/AAQ-33との入れ替えが行われた。これによる余剰分は、これまでLANTIRNを装備していなかった、一部のアメリカ空軍のF-16CM/DM(CCIP)配備部隊への転出が進んでいる。アメリカ海軍向け派生型のAN/AAQ-25は、運用するF-14（改修型）と共に既に退役している。アメリカ海軍は照準ポッドの後継としてAN/AAQ-28 ライトニングを使用している（後にAN/ASQ-228 ATFLIRも運用）。

## 開発
1980年にF-15EとF-16に精密攻撃能力を与えるポッドを開発するため、アメリカ国防総省とマーティン・マリエッタとの間で開発契約が結ばれ、1983年2月にはAN/AAQ-13航法ポッド、同年7月にはAN/AAQ-14照準ポッドの各試作品がアメリカ空軍に納入され、1985年には生産契約が結ばれている。しかし、AN/AAQ-14の開発・生産が遅れから量産型の納入は1984年11月まで引き延ばされ、1987年4月にようやく納入が行われ、1989年9月に初期作戦能力を獲得している。しかし、初期作戦能力の獲得が湾岸戦争の直前だったこともあり、軍全体での納入数がAN/AAQ-13が285基であったのに対し、AN/AAQ-14は32基であった。また、AN/AAQ-14はF-15Eの一部の部隊に優先的に配備されたため、多くのF-15EやF-16には配備がされなかった。そのため、特にF-16に関してはレーザー誘導を用いないAGM-65 マーベリックやAGM-88しか精密誘導兵器を運用できなかったことなどにより、予定の戦果を大きく下回るものとなっている。

## AN/AAQ-13
AN/AAQ-13は、LANTIRN システムの航法ポッド、Kuバンドの地形追従レーダーと前方監視用の赤外線センサ（FLIR）を内蔵している。この機材に内蔵された地形追従レーダーは、搭載する機体の自動操縦システムと連動させることにより、地表もしくは建造物などの障害物から約30m以上の高度で事前に設定したコースに沿って飛行することが可能である。
また、夜間でのパイロットによる操縦で低空飛行を行う場合、赤外線センサによって捉えられた地形の映像はCRT表示装置に表示されるが、HUDに投影することも可能であり、映像に重ねる形でフライトボックスと呼ばれる飛行可能なコースを表示し、この枠の中心をトレースさせる形で航空機を飛行させることにより地形障害を避ける形での低空飛行が可能である。
照準ポッドAN/AAQ-14に後継機が登場した後も航法ポッドとしては本ポッドが現役であり続けており、AN/AAQ-13 + AN/AAQ-33やAN/AAQ-13 + AN/AAQ-28といった組み合わせで使用されている。
AN/AAQ-20は輸出型で、「パスファインダー」の愛称で呼ばれており、低空飛行で地上障害物を避けるための地形追従レーダーが削除されたダウングレード型。

## AN/AAQ-14

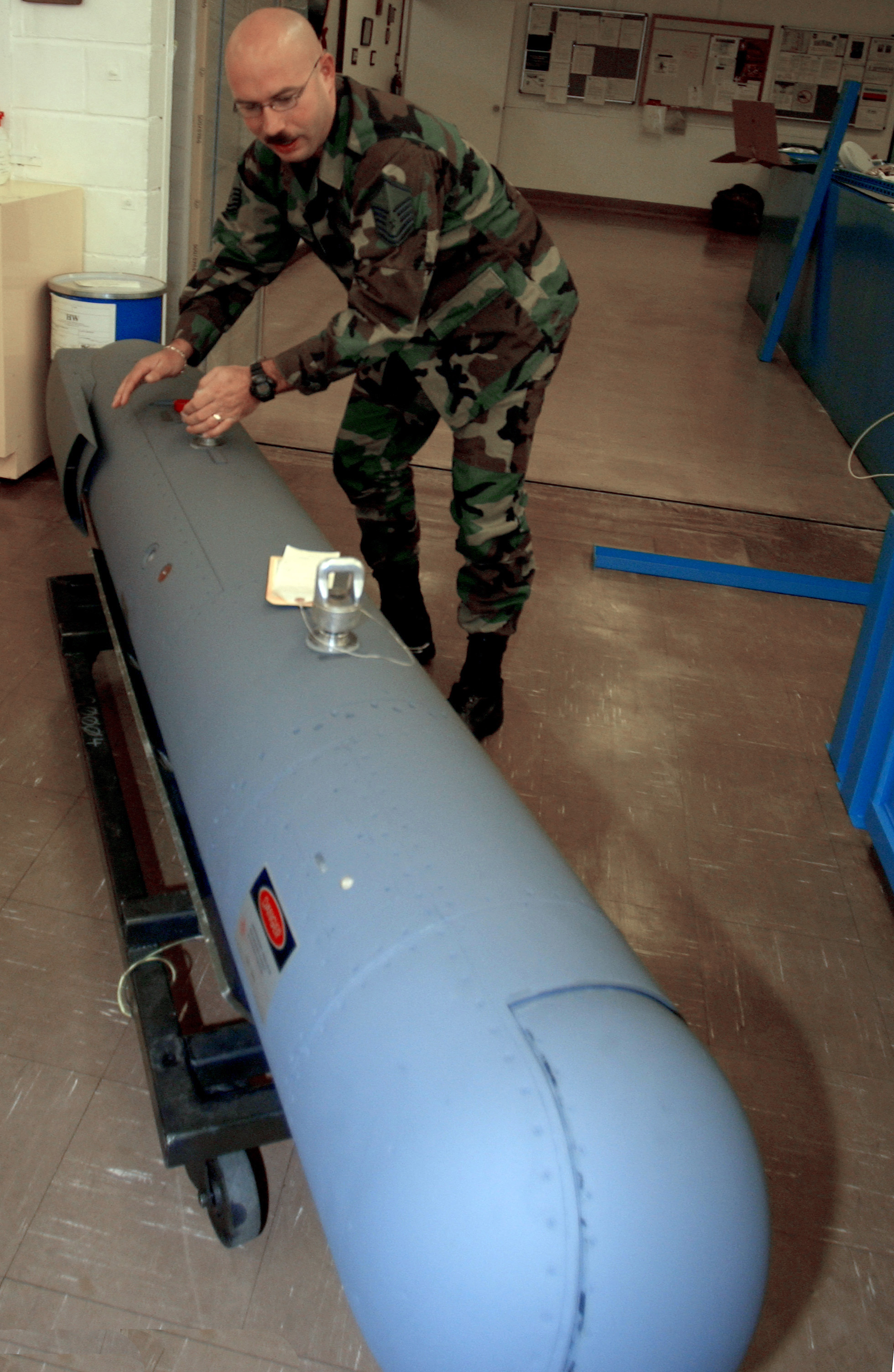
AN/AAQ-14

AN/AAQ-14は、LANTIRN システムの照準ポッドで、前方監視用の赤外線センサ（FLIR）とマーキング用のレーザー発信機で構成されている。同様の機材はベトナム戦争当時にはAN/AVQ-10 ペイブ・ナイフやAN/ASQ-153 ペイブ・スパイク、AN/AVQ-26 ペイブ・タックなどが存在したが、大型であったり、2機以上の編隊で無ければ運用できない、機体搭載位置の関係で、左方向への大きな旋回を行わなければ命中までレーザーの照射ができないなどと言った運用上の問題が存在していたが、本機では、システムの小型化や誘導用レーザーの照射範囲の拡大によって、これらの問題を解決している。
AN/AAQ-19は輸出型で、「シャープシューター」の愛称で呼ばれておりAGM-65 マーベリックの運用能力といくつかの空対空機能が削除されている。
近年では搭載するFLIRが解像度不足であることなどから、アメリカ空軍では2005年よりAN/AAQ-33 スナイパー先進照準ポッドへの換装が進められている。またアメリカ海軍ではAN/AAQ-28 ライトニングの改良型を後継機種に選定した。

## AN/AAQ-25 (LANTIRN 40K)

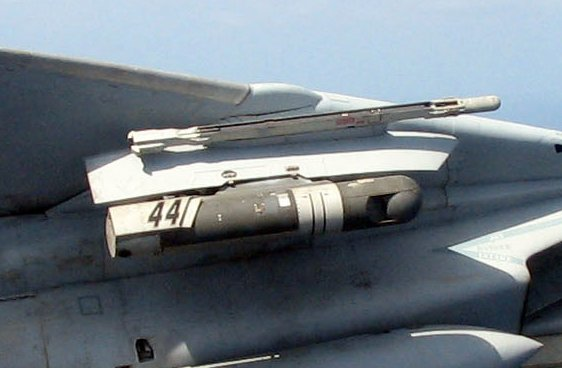
AN/AAQ-25

AN/AAQ-25は、AN/AAQ-14にGPSとの連動能力を与え、運用制限高度の引き上げが行われた改良型で、アメリカ海軍の空母航空団が運用していたF-14に搭載されていた。
AN/AAQ-14/25の運用改修が行われていたF-14はRIO席コンソールの右下に装備されていたTARPS用のモニターと差し替える形でこの機材のコントロールパネルを取り付けたため、TARPSとAN/AAQ-25の同時運用は不可能と言われている。
VFA-213がF-14の最後のディプロメントを行った際に、機体側が改修された事で、他の部隊などへのAN/AAQ-25で捕らえた画像のダウンリンク能力が追加された。

## タイガー・アイ

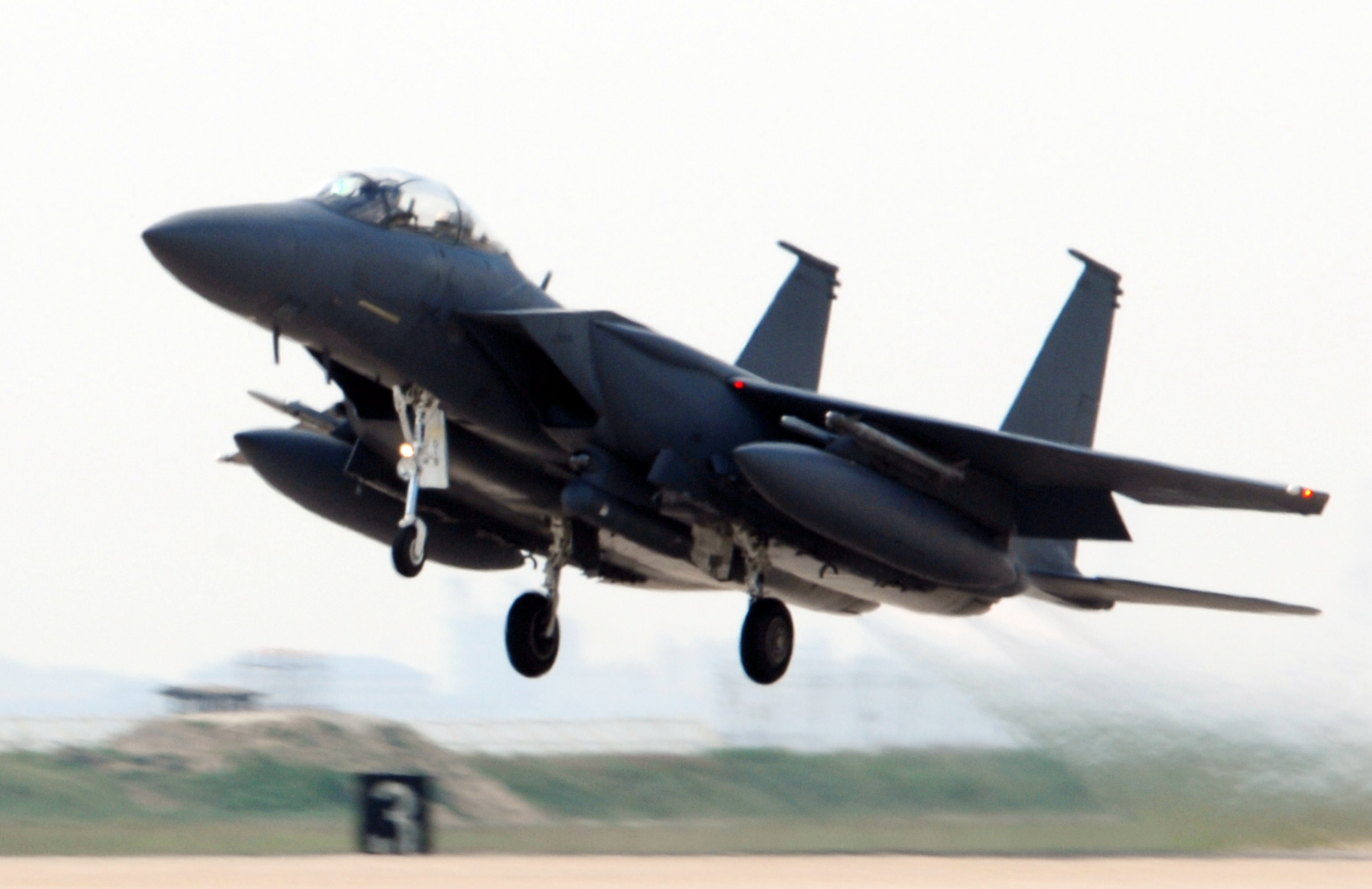
タイガーアイを装備したF-15K

LANTIRNの発展型。搭載FLIRを第1世代から第3世代に換装し解像度を向上、AN/AAQ-19またはAN/AAQ-33のパイロン部にはAN/AAS-42を追加装備している。そのためパイロンは、関連機器の搭載により太くなっている。大韓民国空軍のF-15Kやシンガポール空軍のF-15SGで運用されている。

## 対応機種
- F-14（搭載改修機のみ）
- F-15E
- F-16

## 採用国
アメリカ空軍以外への販売は、湾岸戦争終結後、イスラエルとサウジアラビアに対してF-15E用の機材として輸出されたのが初めてである。輸出型ではアメリカ軍仕様の物と比べ、若干能力を制限したダウングレード型が販売されている。例外として、イスラエルに輸出された際にはアメリカ軍と同仕様の物が引き渡されている。
 アメリカ合衆国
- アメリカ空軍
- アメリカ海軍

 イスラエル
- イスラエル空軍

 韓国
- 大韓民国空軍

 サウジアラビア
- サウジアラビア空軍

 シンガポール
- シンガポール空軍

 トルコ
- トルコ空軍

## 仕様
- 開発設計：ロッキード・マーティン社
- 全長
  - AN/AAQ-13：1.99 m
  - AN/AAQ-14：2.51 m
- 直径
  - AN/AAQ-13：305 mm
  - AN/AAQ-14：380 mm
- 重量
  - AN/AAQ-13：204.6 kg
  - AN/AAQ-14：240.7 kg
- 導入日：1987年3月
- 単価
  - AN/AAQ-13：138万ドル
  - AN/AAQ-14：360万ドル